# Liimala
Koordinaten: 59° 26′ N, 26° 59′ O

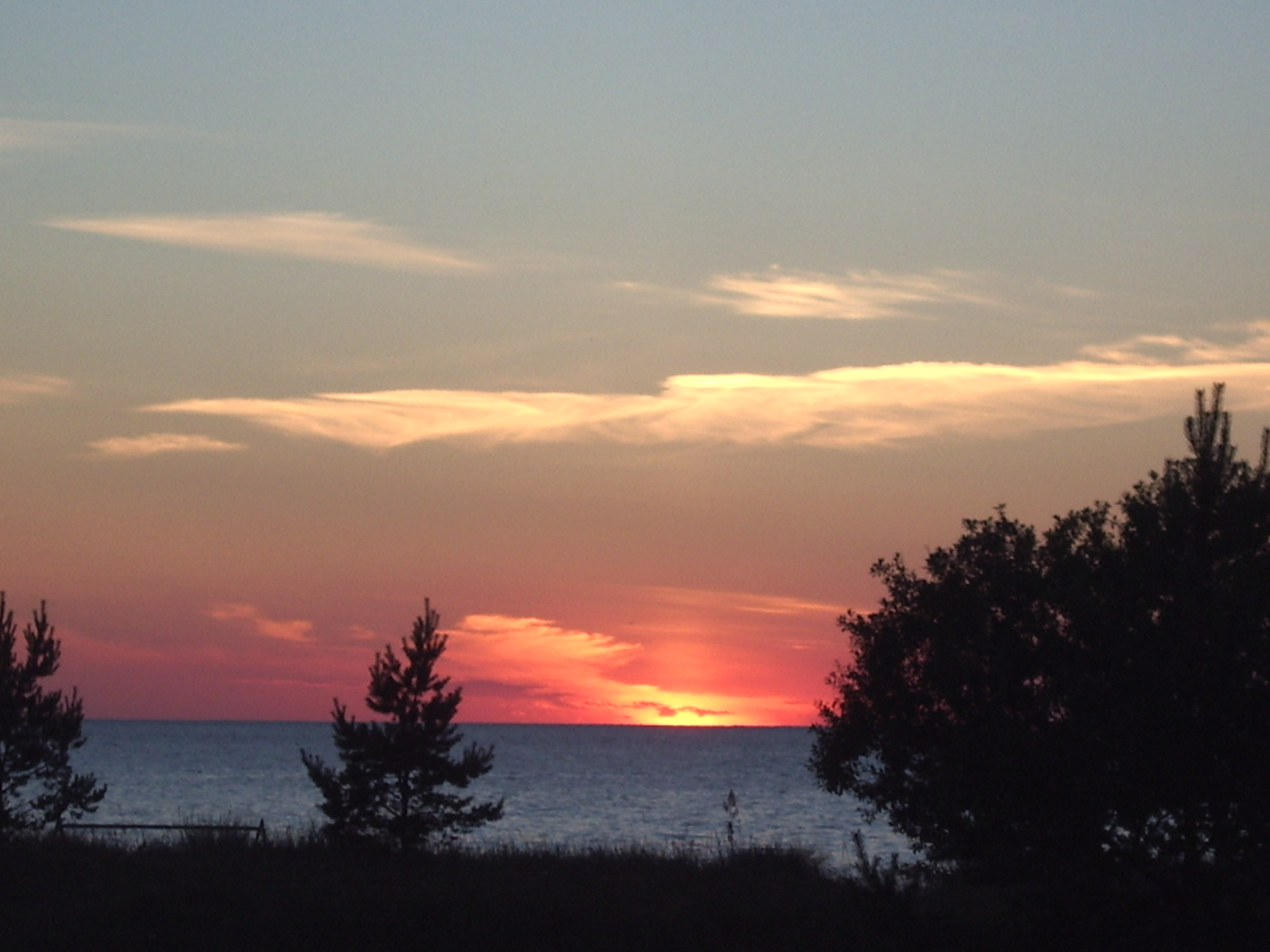
Sonnenuntergang am Ostsee-Strand bei Liimala

Liimala ist ein Dorf (estnisch küla) in der Landgemeinde Lüganuse (Luganuse vald). Es liegt im Kreis Ida-Viru (Ost-Wierland) im Nordosten Estlands.

## Beschreibung und Geschichte
Das Dorf hat 57 Einwohner (Stand 1. Januar 2012). Es liegt direkt am Finnischen Meerbusen.
Früher lebte fast das gesamte Dorf vom Fischfang auf der Ostsee. Während der sowjetischen Besetzung Estlands wurde in dem Ort ein fischverarbeitendes Kombinat errichtet. Heute lebt Liimala vor allem vom Tourismus und seinen Badegästen.